# Sven Kalisch
Sven Kalisch (anteriormente Muhammad Sven Kalisch; 21 de marzo de 1966) es un académico alemán, antiguo teólogo islámico. Se convirtió al islam a los 15 años, llegó a ser la primera persona en Alemania en ocupar una cátedra de teología islámica (en la Universidad de Münster) y en 2008 anunció que había llegado a la conclusión de que el profeta islámico Mahoma probablemente nunca existió. Organizaciones islámicas oficiales en Alemania se refirieron a él como apóstata. El Consejo Coordinador de los Musulmanes de Alemania se retiró del consejo asesor del centro dirigido por Kalisch.

## Biografía
Kalisch se convirtió del protestantismo al islam a los 15 años. Adoptó la rama zaydí del chiismo. En 1997 completó su doctorado en jurisprudencia islámica. Kalisch fue miembro del consejo de administración de la Academia Musulmana de Alemania y trabajó para el Centro Islámico de Hamburgo (chií).
De 2004 a 2010 fue profesor de Religión Islámica en el Centrum für religionsbezogene Studien (CRS) de la Universidad de Münster. En 2008 y 2009 declaró sus dudas acerca de la historicidad de Mahoma, en la línea de la llamada «Escuela de Saarbrücken», parte del movimiento más amplio de los estudios islámicos revisionistas.
En 2010 Kalisch renunció al islam. Su departamento pasó a denominarse «Historia intelectual de Oriente Próximo en la posantigüedad».

## Publicaciones
- «Frieden aus der Sicht des Islam». En: Islam im Dialog, año 1, n.º 4, invierno de 2002, pp. 13–28.
- «Islamische Wirtschaftsethik in einer islamischen und in einer nichtislamischen Umwelt». En: de (comp.), Christliche, jüdische und islamische Wirtschaftsethik – Über religiöse Grundlagen wirtschaftlichen Verhaltens in der säkularen Gesellschaft, Marburgo, 2003, pp. 105–129.
- «Usul az-Zaidiya wa-nascharāt al-firaq al-islāmiyya» (en árabe, «Los fundamentos del zaydismo y las publicaciones de las sectas islámicas»), Al-Masār, vol. 5, n.º 2, 2004, pp. 27–70.
- «Glaube und Gesetz aus Sicht der islamischen Rechtsschulen». En: MUREST, Multireligiöse Studiengruppe (dir.), Handbuch interreligiöser Dialog. Aus katholischer, evangelischer, sunnitscher und alevitischer Perspektive, Colonia, 2006. ISBN 3-00-017959-3.
- «Islam und Menschenrechte: Betrachtungen zum Verhältnis von Religion und Recht». En: Hatem Elliesie (dir.), Islam und Menschenrechte (Islam and Human Rights / الإسلام وحقوق الإنسان), Leipziger Beiträge zur Orientforschung, vol. 26, Beiträge zum Islamischen Recht VII, Fráncfort del Meno / Nueva York, 2010, pp. 49–72. ISBN 978-3-631-57848-3.